# Kortrijk
Kortrijk (nederlandsk: Kortrijk (officielle navn), fransk: Courtrai) er en by i det vestlige Belgien i Vestflandern med cirka 75.000 indbyggere. Kortrijk ligger i delstaten Flandern.

## Turisme og kultur
Blandt byens seværdigheder er et beginerkloster og et klokketårn som begge er optaget på UNESCOs Verdensarvsliste.

### Seværdigheder
- Broeltårne
- Kortrijks Rådhus
- klokketårn (UNESCOs Verdensarvsområder)
- Patriapalads
- Ghellinckpalads

- Sankt Mortenkirke
- Onze-Lieve-Vrouwe kirke
- Beginerkloster(UNESCOs Verdensarvsområder)
- Grevekapel
- Sankt Mikaelkirke
- Sankt Antoniuskirke
- Onze-Lieve-Vrouwe Hospital
- Sankt-Elooiskirke

## Billedgalleri
- Beginerkloster (UNESCOs Verdensarvsområder)
- Grevekapel
- Sankt-Antoniuskirke
- Broeltårne
- Beginerkloster
- Patriapalads
- Rådhus
- Sankt-Elooiskirke
- Sankt-Maartenskirke